# Saint-Brais
Saint-Brais är en ort och kommun i distriktet Franches-Montagnes i kantonen Jura, Schweiz. Kommunen har 239 invånare (2023).